# Имре Киш
Имре Киш (мађ. Kiss Imre; Хајдубесермењ, 10. август 1957) је бивши мађарски фудбалер који је играо на позицији голмана.

## Каријера

### Клуб
Почео је да игра фудбал у Хајдубесерменију, а овде је играо као резервни голман, због година, свог клуба у другој мађарској лиги и успео да се буде позван у омладинску репрезентацију Мађарске. Његов таленат је приметио и Јожеф Гелеи, тренер Татабање, па се 1974. придружио овом рударском тиму. У почетку је играо само у омладинском и резервном тиму, али је до јесени 1975. освојио први дрес сениорског тима и био је и члан омладинског тима на омладинском турниру УЕФА. Године 1978. био је репрезентативац на припремама за Светско првенство, али није успео да се пласира на турнир. Године 1980, након што је отпуштен из војске, постао је стартни голман након повреде првог дотадашњег голмана Домбаја. Одбранио је 4 пенала у сезони и није примио гол у последњих 8 утакмица. У каријери је у псвојој прволигашкој каријери одбранио 15. једанаестераца. Тим је завршио на другом месту и квалификовао се за Куп УЕФА. Овде су елиминисани због мањка голова постигнутих у гостима против и то против Реал Мадрида. Челници шпанског тима желели су да потпишу Киша, али због тадашњих мађарских правила трансфера није имао прилику да то учини. Од 1988. углавном је добијао само место на клупи у свом клупском тиму. Повукао се из игре 1990. године. Касније је радио као тренер голмана у Татабањи, али је и то престао да ради због повреде колена.

### Репрезентација
Киш је био члан репрезентације Мађарске на Светском првенству у фудбалу 1982. године, али није наступио на првенству. Године 1983. поново је позван у репрезентацију, али због повреде, коју је пратило 2,5 године одсуства, није могао поново да обуче дрес са грбом, тако да никада није званично наступио у репрезентацији.